# Ліптовський Ян
Ліптовський Ян (словац. Liptovský Ján) — село, громада округу Ліптовський Мікулаш, Жилінський край, регіон Ліптов. Кадастрова площа громади — 67,77 км².
Населення 1098 осіб (станом на 31 грудня 2018 року).

## Географія
Протікають річки 
- Штявніца;
- Б'єла;
- Бистра
- Лударов потік[9][10][11]
- Станішовський потік[12]

## Історія
Ліптовський Ян згадується 1327 року.

## Населення
| Рік:            | 1994. | 2004.   | 2014.    | 2024.   |
| --------------- | ----- | ------- | -------- | ------- |
| Кількість осіб: | 830   | 819     | 1055     | 1102    |
| Різниця:        |       | -1,32 % | +28,81 % | +4,45 % |

| Рік:            | 2023. | 2024.   |
| --------------- | ----- | ------- |
| Кількість осіб: | 1087  | 1102    |
| Різниця:        |       | +1,37 % |